# Zygmunt Chychła
Zygmunt Chychła (ur. 5 listopada 1926 w Gdańsku, zm. 22 września 2009 w Hamburgu) – polski bokser, zdobywca pierwszego po wojnie złotego medalu olimpijskiego dla Polski.

## Życiorys
Syn Józefa. Treningi rozpoczął w 1939 w klubie Gedania. Po rozpoczęciu wojny został przez władze niemieckie pozbawiony obywatelstwa gdańskiego, a w 1944 przymusowo wcielony do Wehrmachtu. We Francji zdezerterował, po czym trafił do 2 Korpusu Polskiego generała Władysława Andersa we Włoszech. Do Polski wrócił w 1946.
Zdobył czterokrotnie mistrzostwo Polski (1948, 1949, 1950 i 1952). Wszystkie tytuły wywalczył w kategorii półśredniej.
W 1947 debiutował w reprezentacji Polski pod przewodnictwem Feliksa Stamma. W 1948 pojechał na igrzyska olimpijskie do Londynu, gdzie dotarł do ćwierćfinału (przegrał z reprezentantem Włoch Alessandro D’Ottavio).

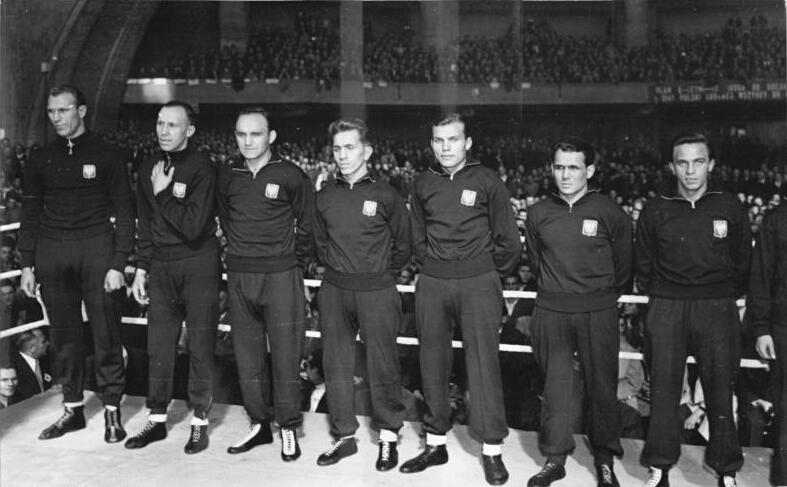
Zygmunt Chychła w polskiej reprezentacji w 1950 (czwarty od lewej)

W 1951 w Mediolanie zdobył mistrzostwo Europy. W Plebiscycie „Przeglądu Sportowego” został wybrany najlepszym polskim sportowcem roku.
Na kolejnych igrzyskach w Helsinkach w 1952 zdobył złoty medal, wygrywając w finale z reprezentantem ZSRR Siergiejem Szczerbakowem. W drodze do finału zwyciężył mistrza olimpijskiego z Londynu i mistrza Europy z Oslo Júliusa Tormę (Czechosłowacja). W tym samym roku ponownie wygrał Plebiscyt „Przeglądu Sportowego”.
Po powrocie z Olimpiady dowiedział się, że jest chory na gruźlicę. Postanowił wycofać się ze sportu, jednak polskie władze sportowe – nie chcąc, aby zawodnika zabrakło na Mistrzostwach Europy w Warszawie 1953 – wprowadziły go w błąd, twierdząc, że choroba się cofnęła. Chychła wystartował w mistrzostwach, na których zdobył złoty medal. Wskutek braku leczenia u sportowca rozwinęła się gruźlica, która spowodowała sporą jamę w płucach. Załamany, zakończył karierę sportową w 1953. Kiedy wyzdrowiał, szkolił młodzież w Gdańsku, Lęborku i Gdyni. W 1972 wyemigrował do Niemiec.
W reprezentacji Polski wystąpił 17 razy – wygrał 15 walk i 2 przegrał.
Stoczył 264 walki, 237 wygrał, 12 zremisował i 15 przegrał.
W 1953 został odznaczony Złotym Krzyżem Zasługi za zasługi i osiągnięcia w dziedzinie kultury fizycznej i sportu.
W 2003 Rada Miasta Gdańska przyznała bokserowi tytuł Honorowego Obywatela Miasta.
Zygmunt Chychła zmarł w Domu Seniora w Hamburgu.
Rok 2014 Polski Związek Bokserski nazwał rokiem Zygmunta Chychły.